# توقيت أذربيجان
توقيت أذربيجان هو ت ع م+04:00.

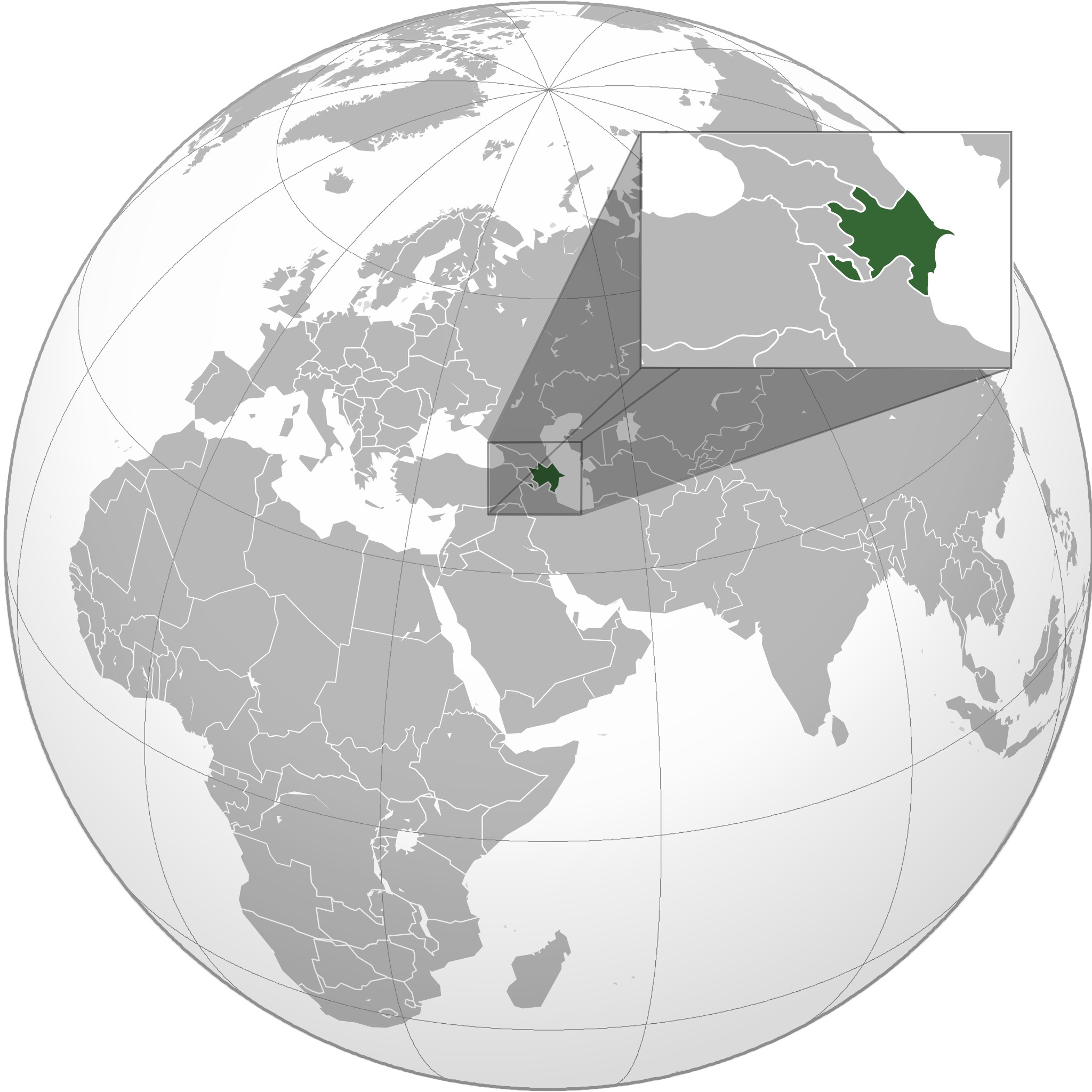
خريطة الإسقاط الهجائي لأذربيجان.

كانت تتبع أذربيجان التوقيت الصيفي فيصبح التوقيت ت ع م+05:00 وذلك حتى 17 آذار 2016 حيث ألغت أذربيجان استخدام التوقيت الصيفي لتبقى على توقيت واحد على مدار العام هو ت ع م+04:00.